# 巴鲁仁

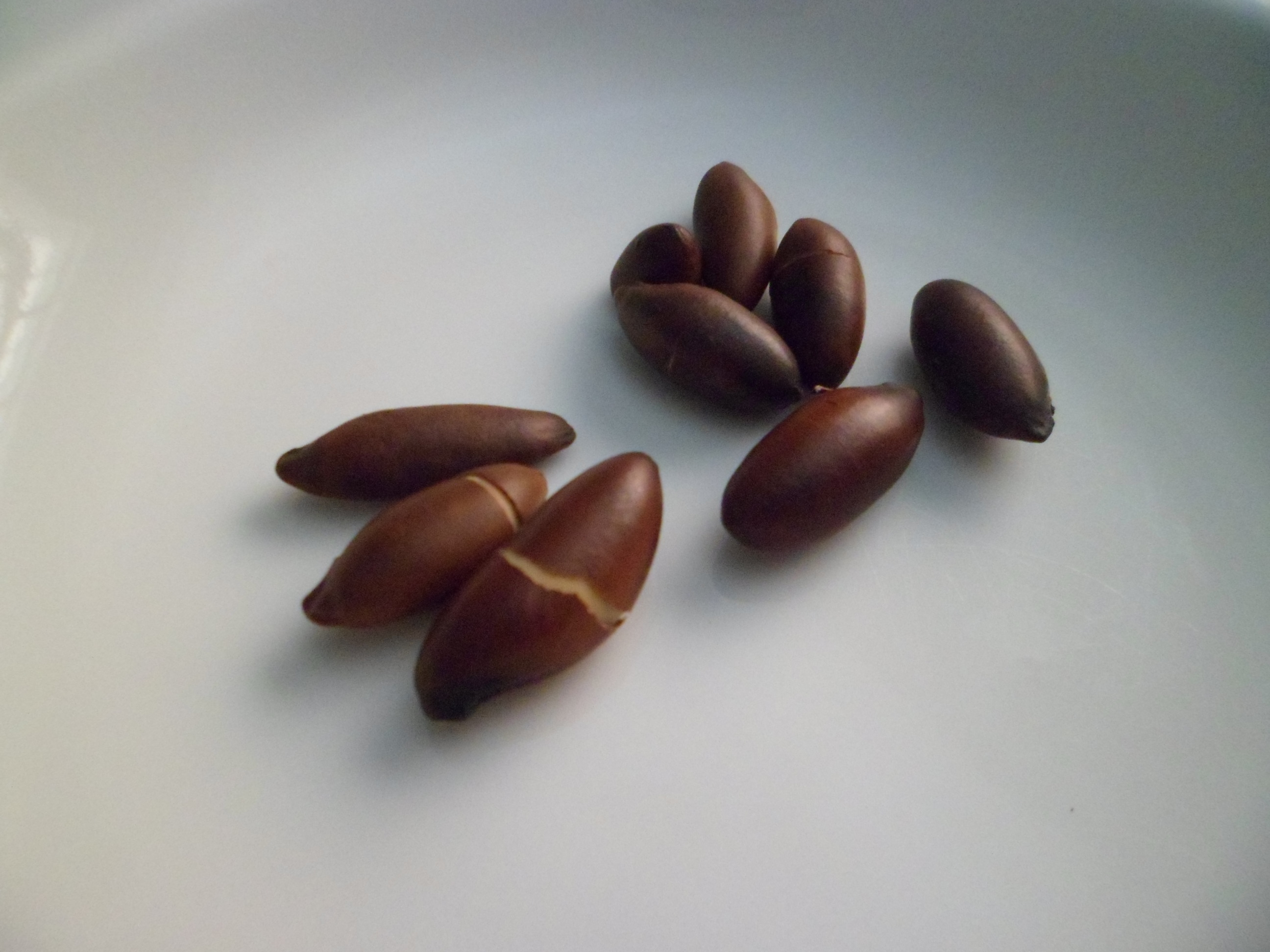
巴鲁仁

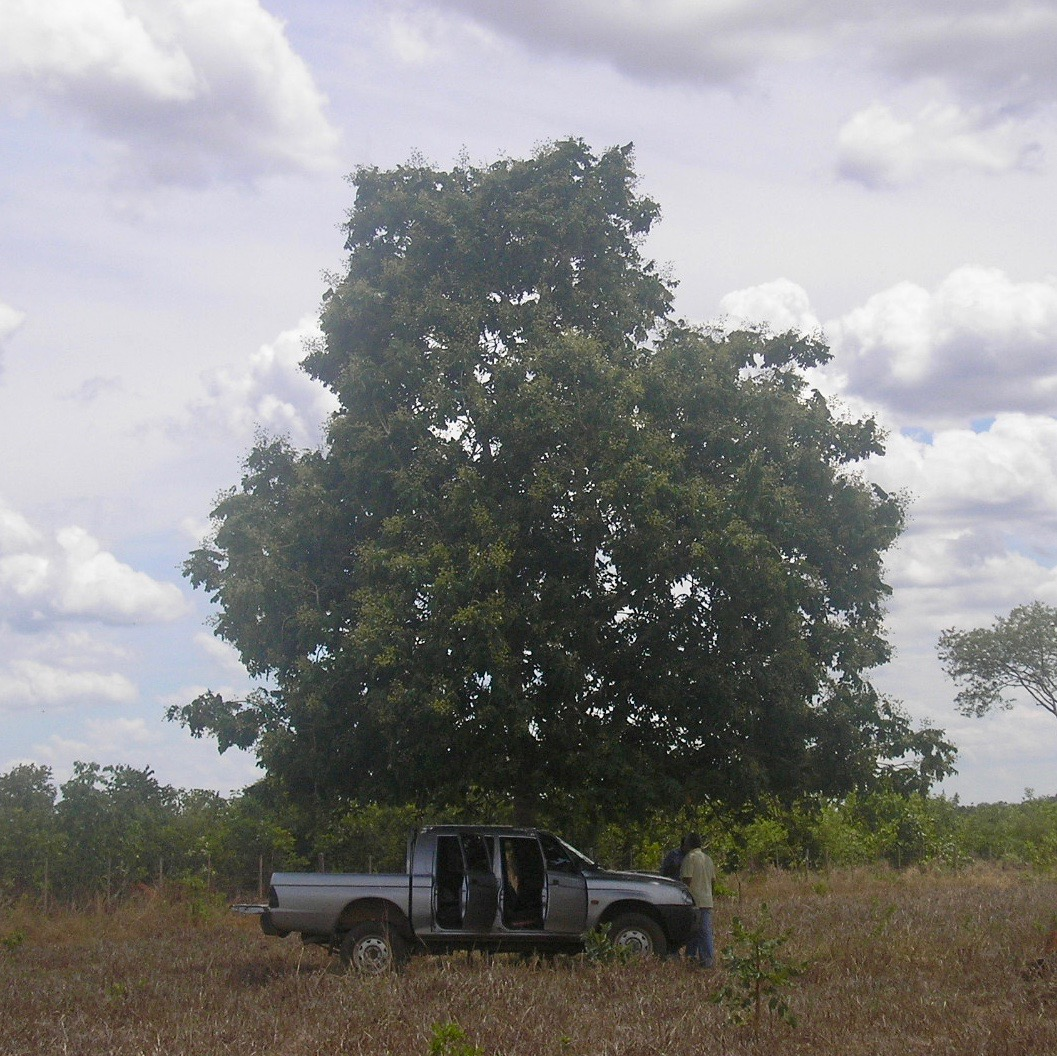
Dipteryx alata

巴鲁仁（英語：baru seed），也被称为巴鲁坚果（baru nut），或巴鲁杏仁（baru almond）, 是Dipteryx alata樹的果实, 在分类学上被归类为Dipteryx alata Vogel，是一种未经驯化的原始豆科作物。 它是一种野生物种，广泛分布在南美洲的塞拉多 (Cerrado)大草原上。  因为其供应链仍然非常有限, 被归类为三级豆类。与其它豆科作物不同，巴鲁仁是从树上发育，并被动物分播，特别是鸟类，蝙蝠和啮齿动物。
巴鲁仁的味道与花生相似，并且在西方菜肴中通常以类似的方式食用。坚果的植物学定义是一种果实，其子房壁在成熟时变硬。使用这个标准，由于其独特的果实，巴鲁仁不是坚果。然而，由于第一篇从葡萄牙语翻译“castanha”一词的国际刊物，它最初用英语翻译为“坚果”。 这本身就是用词不当，因为它实际上被翻译为“栗子”。
巴鲁仁生长在肉质水果中，果肉可以食用或用作糖。果仁可以像其他果仁一样进行处理，烤制，调味或生吃。他们的味道介于花生和腰果之间。
巴鲁仁是塞拉多当地饮食的一部分，传统上用于制作当地的甜食，如Pé-de-Moleque和Paçoquinha。从巴鲁仁中提取的油用于调味当地菜肴或用作风湿病的治疗。巴鲁仁锌含量高，当地人称赞巴鲁仁那能够提升生育能力。  以前在北美很难在主流商店里买到巴鲁仁。 从2019年起，在北美主流商店， 比如COSTCO， 有时能买到烤制好的袋装巴鲁仁。